# 福地勇人
福地 勇人（ふくち ゆうと、男性、1993年10月7日 - ）は、日本の空手選手、指導員（参段）。身長178cm、体重77kg。東京都出身。NPO法人国際空手拳法連盟白蓮会館所属。YouTuber。

## 来歴
東京都墨田区出身。小学1年より空手を始め、白蓮会館主催の全日本ジュニア大会で入賞するなど数々の大会で活躍した。その後、淑徳巣鴨中学校・高等学校へ進学。空手部(フルコンタクト空手)に入部。
2009年、白蓮会館主催の第25回全日本空手道選手権大会の一般男子の部軽量級で準優勝、翌2010年、さらに2011年の同大会では優勝を飾り高校生ながら2連覇を達成した。2011年、全日本極真連合会主催の全日本ウエイト制大会男子軽量級の部においても優勝した。高校卒業後白蓮会館総本部へ入門、内弟子入りした。
2012年5月27日に行われた新極真会の「第29回オープントーナメント全日本ウエイト制空手道選手権大会」の男子軽量級の部において、他流派ながら優勝した。6月24日に行われた全日本極真連合会主催の全日本ウエイト制大会も制し、2連覇を達成した。わずか半年（7カ月間）の間に3つの団体の空手世界大会に日本代表として出場することが決定した。
2017年2月2日、地元である墨田区内にて、自身の道場・福地道場をオープンした。

## 主な成績
- 白蓮会館主催 全関東空手道選手権大会 一般上級クラス軽・中量級の部 優勝（2009年5月17日）
- 白蓮会館主催 第25回全日本空手道選手権大会 一般男子軽量級の部 準優勝（2009年11月22日）
- 極真連合会主催 第26回オープントーナメント全日本ウェイト制空手道選手権大会 軽量級の部 第3位（2010年6月27日）
- 白蓮会館主催 第26回全日本空手道選手権大会 一般男子軽量級の部 優勝（2010年11月13日-14日）
- 極真連合会主催 第27回オープントーナメント全日本ウェイト制空手道選手権大会 軽量級の部 優勝（2011年6月26日）
- 白蓮会館主催 第27回全日本空手道選手権大会 一般男子軽量級の部 優勝（2011年11月19日-20日）
- 新極真会主催 第29回オープントーナメント全日本ウエイト制空手道選手権大会 男子軽量級の部 優勝（2012年5月26日-27日）
- 極真連合会主催 第28回オープントーナメント全日本ウェイト制空手道選手権大会 軽量級の部 優勝（2012年6月24日）
- W.K.O.(世界組手連盟)主催 W.K.O.空手ワールドカップ2012 一般男子の部 軽量級 優勝（2012年10月14日）
- 極真連合会主催 第29回オープントーナメント全日本ウェイト制空手道選手権大会 中量級の部 準優勝（2013年6月30日）
- 白蓮会館主催 第29回全日本空手道選手権大会 一般男子の部 中量級 優勝（2013年11月17日）
- 極真連合会主催 第30回オープントーナメント全日本ウェイト制空手道選手権大会 中量級の部 準優勝（2014年6月29日）
- 白蓮会館主催 第30回全日本空手道選手権大会 一般男子の部 無差別級 優勝（2014年10月19日）
- 極真連合会主催 第31回オープントーナメント全日本ウェイト制空手道選手権大会 中量級の部 優勝（2015年6月21日）
- 白蓮会館主催 第31回全日本空手道選手権大会 一般男子の部 中量級 準優勝（2015年11月15日）
- KWF極真会館主催 第3回国際親善空手道選手権大会ユーラシアオープン 一般男子中量級の部 優勝（2016年2月28日）
- W.K.O.(世界組手連盟)主催 W.K.O.空手ワールドカップ2016 一般男子の部 中量級 優勝（2016年11月13日）
- JFKO主催 第4回全日本フルコンタクト空手道選手権大会 男子中量級 優勝（2017年5月13日-14日）
- JFKO主催 第1回国際フルコンタクト空手道選手権大会 男子中量級 優勝（2018年5月19日-20日）
- 白蓮会館主催 第34回全日本空手道選手権大会 一般男子の部 中量級 優勝（2018年11月18日）
- 白蓮会館主催 第35回全日本空手道選手権大会 一般男子の部 中量級 優勝（2019年11月10日）
- 新極真会主催 第52回全日本空手道選手権大会 男子の部 第８位（2020年11月21日-22日）
- JKJO主催 第12回JKJO全日本空手道選手権大会 一般男子の部 中量級 優勝（2020年12月20日）
- JFKO主催 第6回全日本フルコンタクト空手道選手権大会 男子中量級 優勝（2021年5月29日-30日）
- 白蓮会館主催 第36回全日本空手道選手権大会 一般男子の部 中量級 優勝（2021年11月21日）
- 白蓮会館主催 第38回全日本空手道選手権大会 一般男子の部 重量級 優勝（2023年11月12日）
- JFKO主催 第9回全日本フルコンタクト空手道選手権大会 男子中量級 優勝（2024年5月25日-26日）